# Litarachna lopezae
Litarachna lopezae es una especie de ácaros acuáticos del orden Trombidiformes. Encontrado en torno a profundidades de 70 metros en el Canal de la Mona, Puerto Rico, la especie fue nombrada así, en honor a la cantante Jennifer López.

### Otras lecturas
- Pešić, Vladimir; Chatterjee, Tapas; Alfaro, Monica; Schizas, Nikolaos V. (10 de julio de 2014). «A new species of Litarachna (Acari, Hydrachnidia, Pontarachnidae) from a Caribbean mesophotic coral ecosystem». ZooKeys (Pensoft Publishers) 425: 89-97. doi:10.3897/zookeys.425.8110. Consultado el 20 de julio de 2014 (en inglés).

- Datos: Q17385083
- Multimedia: Litarachna lopezae / Q17385083
- Especies: Litarachna lopezae